# Cladonia hians
Cladonia hians är en lavart som beskrevs av Ahti. Cladonia hians ingår i släktet Cladonia och familjen Cladoniaceae.   Inga underarter finns listade i Catalogue of Life.